# Moglie di Lot

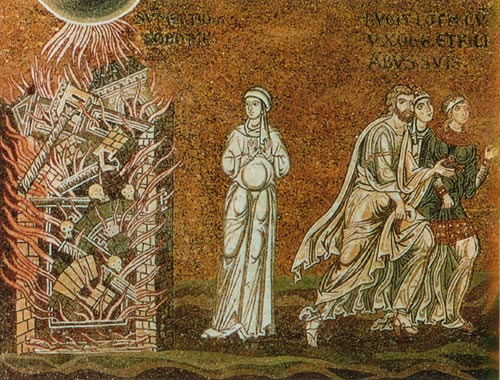
Per aver disobbedito a Dio guardando la distruzione di Sodoma, la moglie di Lot viene trasformata in una statua di sale, mentre Lot e le loro figlie fuggono. Mosaico della Cattedrale di Monreale

La moglie di Lot è una figura menzionata per la prima volta nella Bibbia, in Genesi 19,26, che descrive come la donna divenne una statua di sale dopo aver guardato Sodoma. Nella Bibbia non le viene attribuito un nome ma in alcune tradizioni ebraiche viene chiamata "Ado" o "Edith". Si fa riferimento a lei anche nei libri deuterocanonici, nel Libro della Sapienza (Sapienza 10,7) e nel Nuovo Testamento, in Luca 17,32.

## Narrazione della Genesi
La storia della moglie di Lot inizia in Genesi 19 quando al tramonto due angeli arrivarono a Sodoma e furono invitati a trascorrere la notte nella casa di Lot. Gli uomini di Sodoma erano estremamente malvagi e cercarono di portare con loro i due angeli/visitatori ma Lot, invece di consegnarli, offrì le sue due figlie.  Tuttavia, la sua proposta fu rifiutata.
Al sorgere del giorno, gli angeli ospiti di Lot lo esortarono a riunire la sua famiglia e a fuggire dalla città che sarebbe stata distrutta a causa dell'iniquità dei suoi abitanti. Gli angeli dissero anche che, durante la fuga, non avrebbero dovuto guardarsi indietro o fermarsi nella valle; avrebbero dovuto, invece, raggiungere le montagne per non essere travolti.
Tuttavia, durante la fuga, la moglie di Lot si voltò verso Sodoma e venne trasformata in una colonna di sale.

## Elementi linguistici
Il verbo ebraico usato per la moglie di Lot che "guarda" indietro è תבט, tāḇeṭ. Il suo guardare indietro verso Sodoma è diverso dal verbo usato per Abramo che "guarda" verso Sodoma שקף, šāqap in Genesi 18,16.

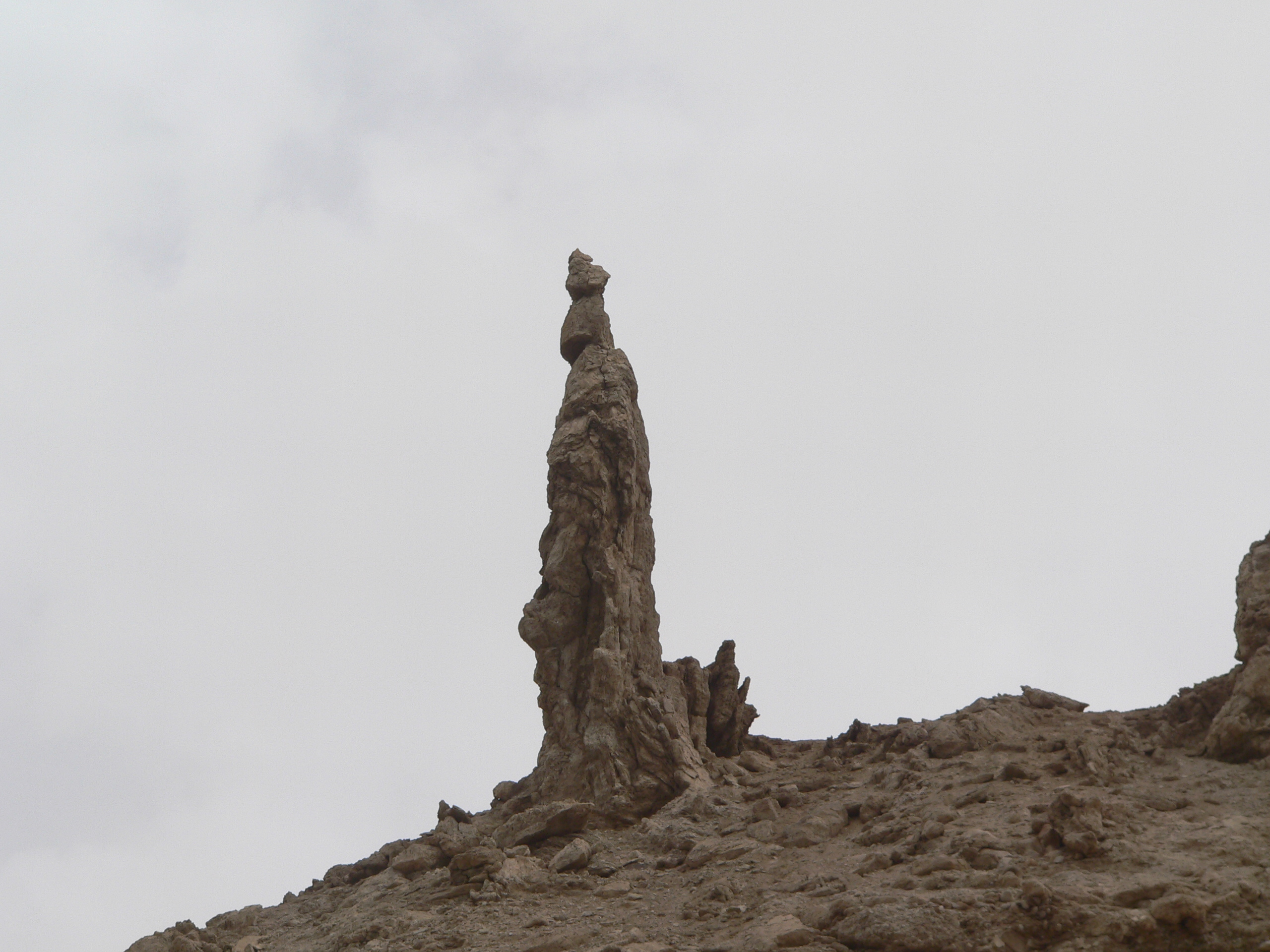
Formazione rocciosa nei pressi del Santuario di Lot conosciuta come "Moglie di Lot"

## Colonna di sale
La storia sembra essere tratta in parte da una leggenda popolare che spiega una caratteristica geografica. Una colonna di sale chiamata "moglie di Lot" si trova vicino al Mar Morto, sul Monte Sodoma in Israele.
La Mishnah stabilisce che la benedizione deve essere pronunciata nel luogo in cui si trova la colonna di sale. Il termine "moglie di Lot", per queste peculiarità geografiche, è entrato successivamente nel linguaggio comune poiché uno degli affioramenti che compongono Long Ya Men è stato anch'esso denominato così.
Lo storico ebreo Flavio Giuseppe affermò di aver visto il pilastro di sale che era indicato come la moglie di Lot. L'esistenza della colonna di sale è anche attestata dai primi Padri della Chiesa, Clemente di Roma e Ireneo.

## Commenti ebraici
Nell'ebraismo, una comune interpretazione della trasformazione della moglie di Lot in statua di sale è che sia stata punita per aver disobbedito all'avvertimento degli angeli: guardando indietro alle "città malvagie", ha palesato il suo desiderio segreto di vivere in quelle città. Per questo è stata considerata indegna di essere salvata.
Un altro punto di vista nell'esegesi ebraica di Genesi 19,26 è che quando la moglie di Lot si guardò indietro, si trasformò in una colonna di sale vedendo Dio che scendeva per distruggere Sodoma. Un altro racconto riportato dalla tradizione è che la donna guardò dietro di sé per vedere se le sue figlie, sposate con uomini di Sodoma, stessero o meno arrivando.
Un'altra narrazione ebraica narra che la moglie di Lot fu punita con il sale poiché aveva peccato con il sale. Infatti la notte in cui i due angeli visitarono Lot, questi chiese alla moglie di preparare un banchetto per loro. Non avendo sale, la moglie di Lot ne chiese un po' ai suoi vicini. Questa richiesta li allertò riguardo alla presenza dei loro ospiti dando luogo a quell'azione che mise in pericolo la famiglia di Lot.
Nel Midrash, il nome della moglie di Lot viene indicato come Ado o Edith.

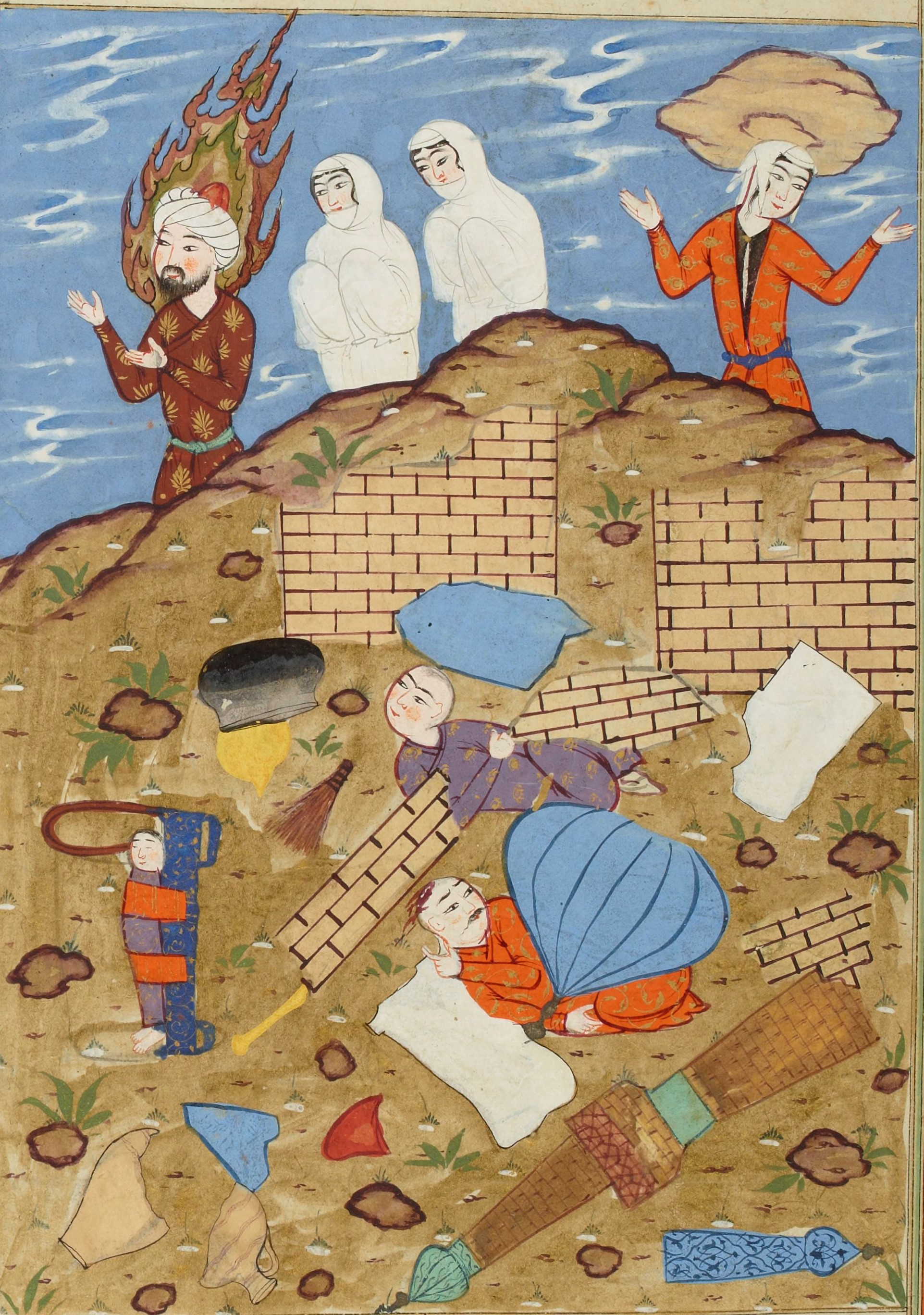
Lot (o Lût) in fuga dalla sua città con la moglie e le figlie. Biblioteca nazionale di Francia (BNF). Catalogo: Persan 54, Folio 40.

## Prospettiva islamica
Lut (arabo: لوط, latinizzato: Lūṭ) nel Corano coincide con Lot della Bibbia ebraica ed è considerato un messaggero e un profeta di Dio.

Nella narrazione coranica, Lut avvertì il suo popolo dell'imminente distruzione della città se non avesse cambiato le sue abitudini malvagie, ma il popolo si rifiutò d'ascoltarlo. Lut ricevette da Allah l'ordine di fuggire di notte dalla città con i suoi seguaci, ma di lasciare indietro sua moglie. Non appena Lut partì, Allah fece cadere su di loro una pioggia di pietre d'argilla. La differenza tra questo racconto e quello giudaico-cristiano narrato dal Libro della Genesi è che la moglie di Lut non fuggì con il marito e fu uccisa insieme ai malvagi: questo perché la moglie di Lut era colpevole quanto coloro che furono puniti e, infatti, nel Corano viene menzionata insieme alla moglie di Nuh (Noè); sono entrambe considerate donne empie e miscredenti che furono punite per la loro malvagità indipendentemente dal fatto che fossero sposate con dei profeti.

## Altri riferimenti biblici
La moglie di Lot viene citata da Gesù nel Vangelo di Luca (17, 32) nel contesto dell'ammonimento ai discepoli sui tempi difficili del futuro quando il Figlio dell'uomo tornerà; Gesù disse loro di ricordare la moglie di Lot ed era un monito a non esitare in quel momento.

## Cultura popolare
La poesia Lot's Wife di Anna Akhmatova offre un approccio più solidale alla decisione della moglie di Lot di guardarsi alle spalle. Anche la poesia di Scott Cairns, The Turning of Lot's Wife, rielabora la storia in una prospettiva femminile. Nel primo capitolo di Mattatoio n. 5 di Kurt Vonnegut, l'autore elogia la moglie di Lot per aver guardato indietro nonostante sapesse che sarebbe stata annientata; Vonnegut paragona lo sguardo della donna su Sodoma al suo ricordo del bombardamento di Dresda.

## Galleria d'immagini

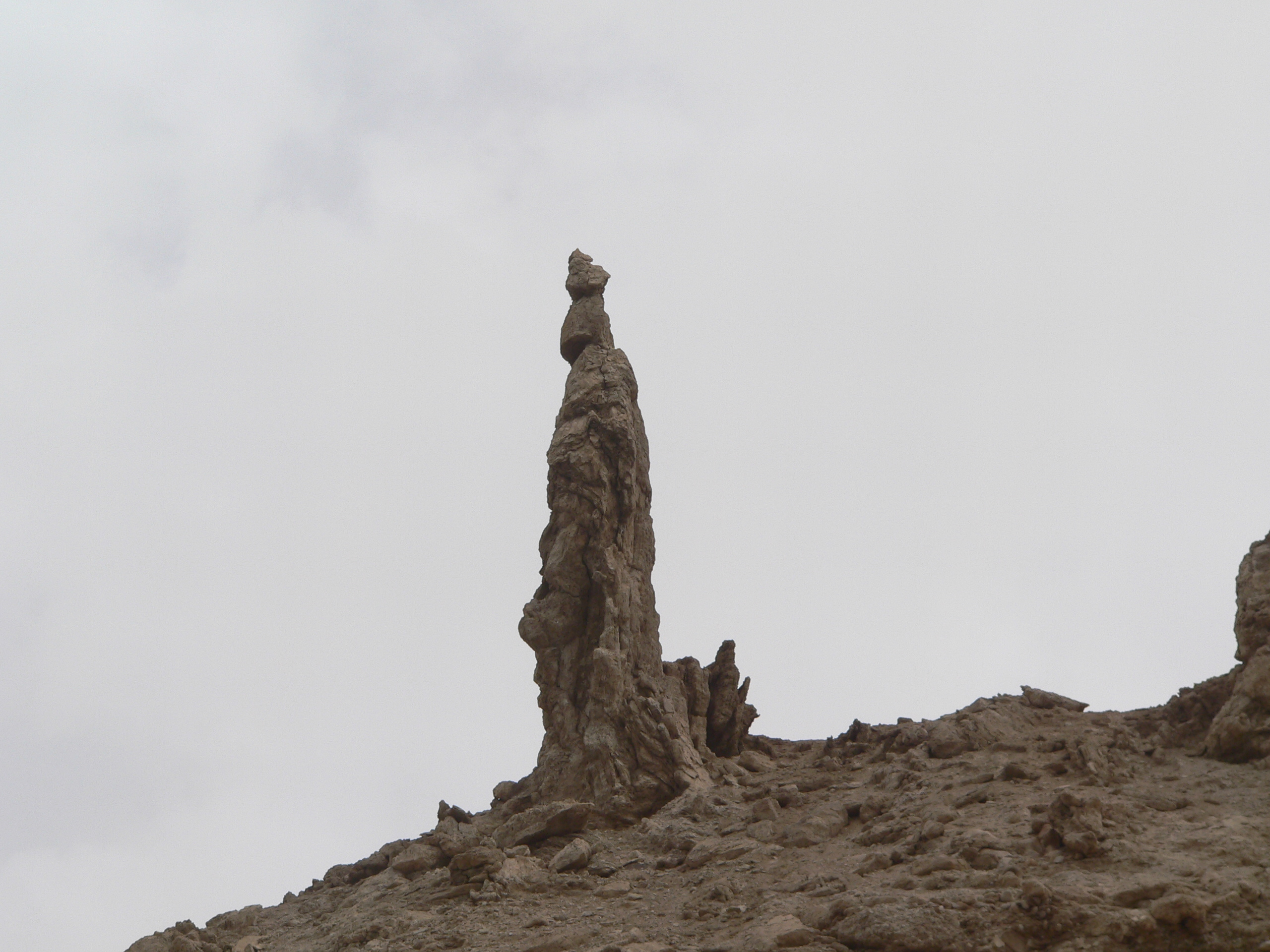
Formazione rocciosa vicina al Santuario di Lot venerato come "Moglie di Lot"
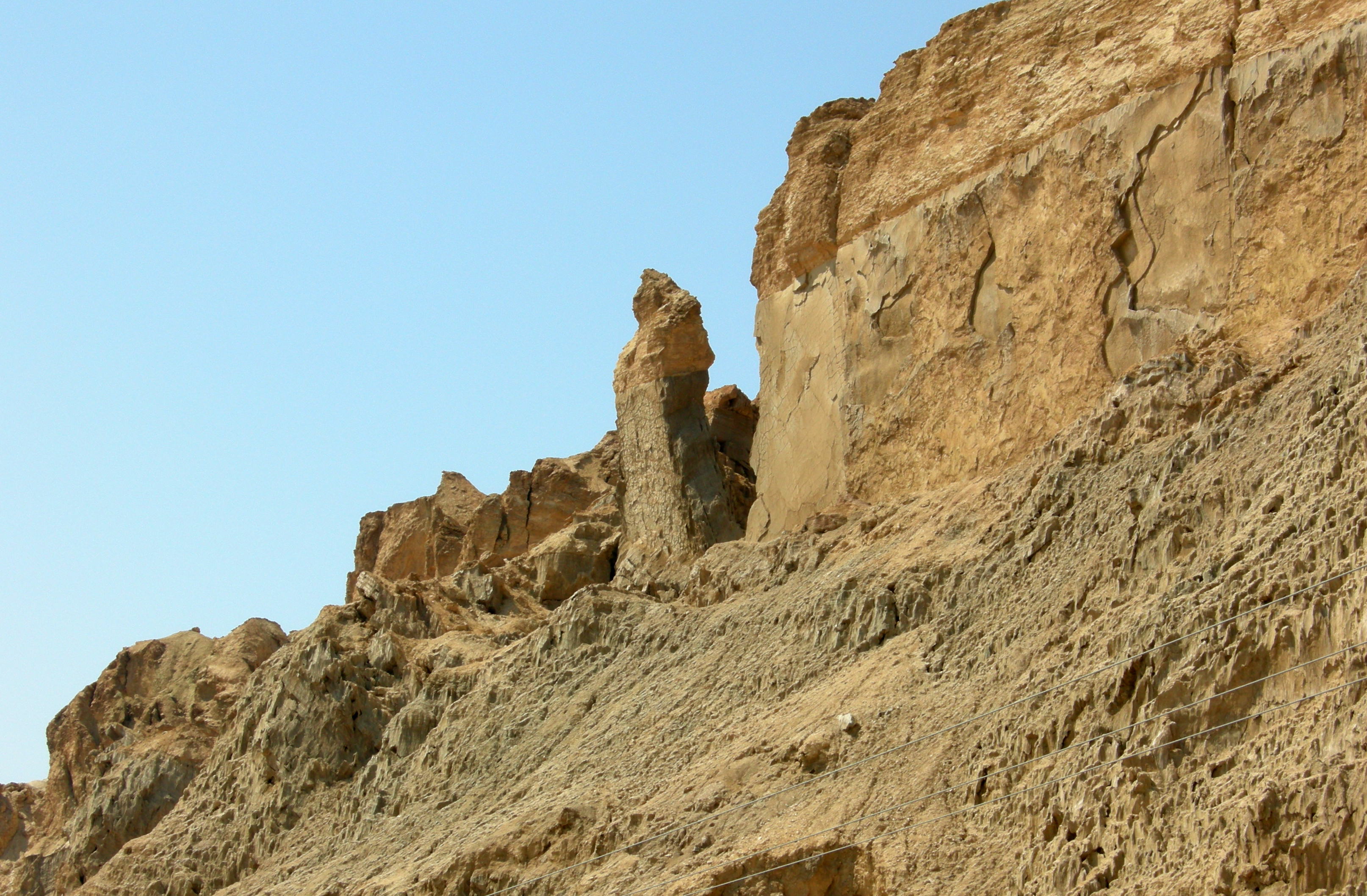
Moglie di Lot, statua di sale, Monte Sodoma, Israele.
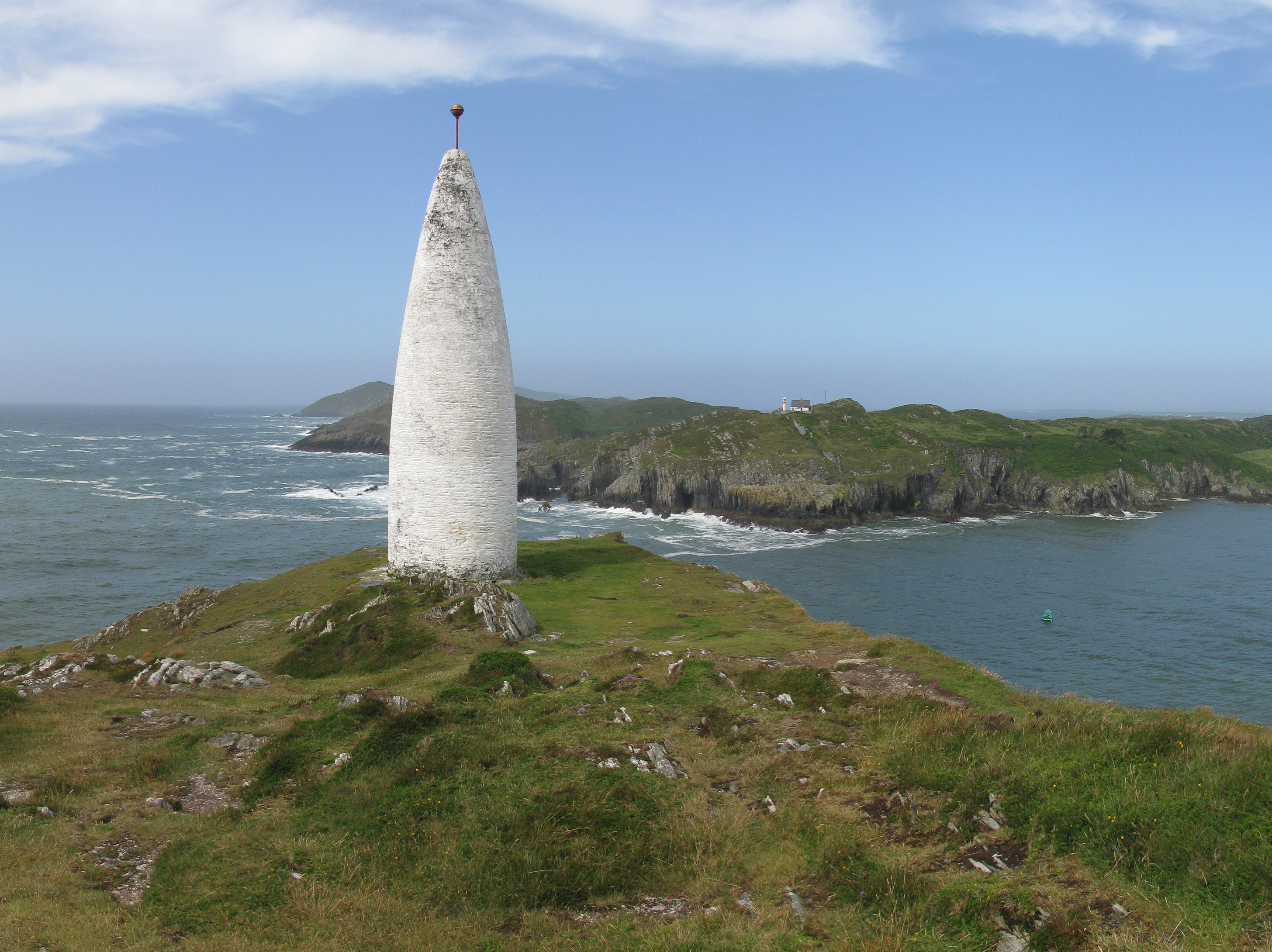
Il vistoso faro conico dipinto di bianco a Baltimora, in Irlanda, e soprannominato "La colonna di sale" o "La moglie di Lot".
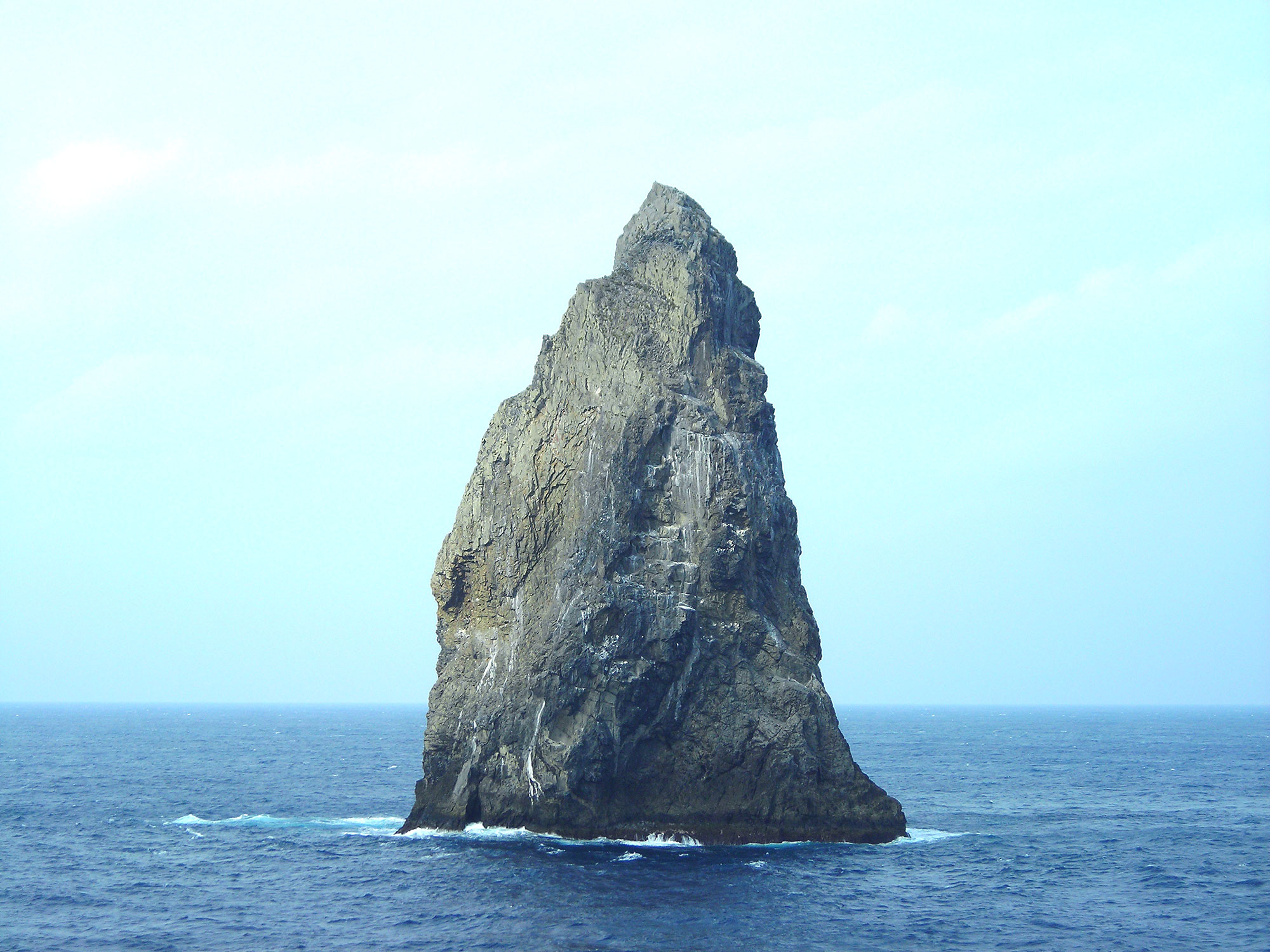
La Moglie di Lot è un'isola vulcanica e deserta all'estremità meridionale dell'arcipelago di Izu, in Giappone.
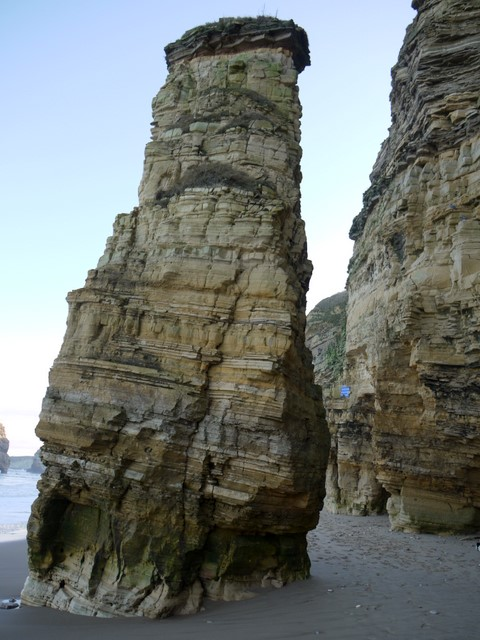
Il faraglione della moglie di Lot, Marsden Bay, South Shields, Inghilterra nord-orientale, Regno Unito, sulla costa del Mare del Nord